# Miklos Molnar
Miklos Molnar (ur. 10 kwietnia 1970 w Kopenhadze) – duński piłkarz występujący na pozycji napastnika.

## Życiorys
Swoją wielką przygodę z futbolem rozpoczynał w stołecznym Hvidovre, z którego odszedł w wieku 18 lat zasilając szeregi lokalnego rywala, Fremu. Już w pierwszym sezonie spędzonym we Fremmerne młody zawodnik sięgnął po koronę króla strzelców duńskiej ekstraklasy, dzięki strzeleniu czternastu bramek w dwudziestu ośmiu występach ligowych.
Jego dobrej dyspozycji nie mogli nie zauważyć ludzie ze sztabu szkoleniowego młodzieżowej reprezentacji Danii. 2 czerwca 1989 zaliczył debiut w meczu międzypaństwowym – rozegrał 90 minut w meczu kadr U-21 z Islandią. Kilka miesięcy później snajper podpisał kontrakt ze Standardem Liège z Belgii. W Eerste Klasse napastnikowi ze Skandynawii wiodło się dobrze – miał pewne miejsce w wyjściowym składzie, strzelał bramki a swój pierwszy sezon poza ojczyzną zakończył z sześcioma bramkami na koncie. Piąte miejsce w tabeli nie dało jednak Czerwonym upragnioną możliwością startu w europejskich pucharach.
We wrześniu 1990 roku zadebiutował w seniorskiej kadrze swojej ojczyzny u selekcjonera Richarda Møllera Nielsena. Gracz, który przed kilkoma miesiącami świętował dwudzieste urodziny, rozegrał 15 minut przeciwko reprezentacji Holandii w meczu towarzyskim.
W klubie nadal układało mu się świetnie – grał w każdym meczu, o ile nie był kontuzjowany i w co drugim meczu strzelał bramkę. Jego Standard w pewnym momencie zajmował nawet pierwsze miejsce w tabeli. Jednak pod koniec sezonu De Rouches remisowali, „co się dało” i stracili wysoką pozycję, po raz kolejny nie kwalifikując się nawet do rozgrywek o Puchar UEFA (przegrali stosunkiem bramek z Germinalem Ekeren).
W lecie 1991 roku Molnar trafił do szwajcarskiego Servette FC – w jego barwach zaliczył 34 spotkań ligowych i strzelił 18 bramek. Został powołany do duńskiej kadry do lat 21 na Igrzyska Olimpijskie w Barcelonie. Zagrał we wszystkich trzech meczach swojej drużyny na imprezie przed jej wyeliminowaniem. Po zakończeniu turnieju kupiło go AS Saint-Etienne. Niestety, we Francji mu się nie powiodło. Nie potrafił dostosować się do taktyki stosowanej przez Jacques’a Santiniego polegającej na grze środkiem boiska i wykorzystywaniem szybkich, krótkich podań. Przez półtora roku zagrał w 19 meczach i strzelił zaledwie 2 bramki.
Po nieudanym epizodzie w byłej drużynie swojego utytułowanego rodaka Johna Sivebaeka, podjął decyzję o powrocie do Danii. W Lyngby grał przez kolejny rok, odbudował swoją solidną dyspozycję strzelecką a w styczniu 1995 odszedł do drugoligowego niemieckiego FSV Frankfurt. Pół roku spędzonych w tym kraju okazało się jednak czasem straconym – Miklos był najskuteczniejszym strzelcem drużyny, ale wraz z kolegami musiał przełknąć gorycz spadku do niższej klasy rozgrywkowej.
W Regionallidze grać nie chciał a więc po raz kolejny wybrał ofertę ekipy grającej w Superligaen, tym razem było to Herfolge. 21 meczów i 10 bramek w sposób znaczący pomogło Hærfuglene utrzymać się w pierwszej lidze. Sam strzelec po odejściu z Lyngby BK najlepszego strzelca, Davida Nielsena, zajął jego miejsce. Była to najprawdopodobniej najlepsza decyzja w jego życiu, bo już w następnym sezonie po raz drugim w swojej karierze sięgnął po tytuł najlepszego strzelca rozgrywek, zdobywając aż 26 bramek w 33 meczach. Zajął także trzecie miejsce w plebiscycie na najlepszego piłkarza w kraju, nieznacznie ustępując Allanowi Nielsenowi z Tottenhamu i Brianowi Laudrupowi z Rangers F.C.
Wspaniałej formy 27-latka nie mogły nie zauważyć kluby z Europy Zachodniej. Do Kopenhagi posypały się oferty. Kiedy wydawało się, że gracz zdecyduje się na powrót do Standardu Liège, niespodziewanie w rywalizację o jego względy włączyła się hiszpańską Sevilla FC. Tuż po starcie sezonu w lidze duńskiej (zdążył już zdobyć 3 bramki) trafił właśnie na Półwysep Iberyjski. W Segunda División radził sobie całkiem dobrze. Nie tylko stał się podporą ataku ekipy prowadzonej przez Marcosa Alonso, ale i został powołany przez Bo Johanssona na mundial we Francji. Finałowa impreza była jednak dla niego całkiem nieudana – w drugim meczu grupowym wszedł na boisko w 58 minucie (Dania grała wówczas z RPA) i już 8 minut później musiał opuścić boisko na skutek brutalnego faulu. Prowadzona przez szwedzkiego selekcjonera kadra musiała pożegnać się z najbardziej prestiżowymi „rozgrywkami” piłkarskimi już po trzech meczach.
Molnar powrócił do swojego klubu i rozegrał w nim kolejny pełny sezon (17 meczów i 6 bramek). W czasie wakacji, piłkarz odwiedził swojego dawnego przyjaciela z Lyngby, Chrisa Hendersona w Kolorado i zafascynowała go atmosfera wokół piłkarskich rozgrywek w Stanach Zjednoczonych, Major League Soccer. Już w styczniu 2000 roku trafił do MLS i został graczem Kansas City Wizards. Miklos został jeszcze wybrany do kadry Mortensa Olsena na EURO 2000 i rozegrał jeden mecz. Był to jego pożegnalny występ w kadrze – koszulkę z herbem DBU przyodziewał łącznie 18-krotnie. W 2000 roku zakończył nie tylko karierę reprezentacyjną, ale także klubową. Po zdobyciu zwycięskiej bramki w finale Pucharu MLS przeciwko Chicago Fire, w wieku zaledwie trzydziestu lat postanowił zakończyć karierę piłkarską.